# Cossina
Cossina (in croato: Kozina) è un isolotto disabitato della Croazia situato nel mare Adriatico a nord di Vergada; fa parte dell'arcipelago zaratino. Amministrativamente appartiene al comune di Poschiane, nella regione zaratina.

## Geografia
Cossina si trova nelle acque del canale di Vergada (Vrgadski kanal) a nord di Vergada, a 680 m dalla sua punta nord-occidentale (rt Glavčina); si trova inoltre a nord-ovest di valle Sant'Andrea (uvala Sv. Andrija), l'insenatura compresa tra punta Glavčina e il promontorio Gravina, e 4,3 km a sud di Poschiane. L'isolotto ha una superficie di 0,063 km², uno sviluppo costiero di 1,04 km e un'altezza di 25 m.

### Isole adiacenti
- Scoglio Petroso[3] o secca Camicich[4] (Kamičić), scoglio con un'area di 963 m²[5], alto 4 m[2], situato 240 m[2] a est di Cossina 43°52′04″N 15°29′29″E.
- Artine (Artina), a sud-est.
- Vergada (Vrgada), a sud.
- Isolotti Cottola (Kotula), a ovest.
- Obun (Obun), 2,5 km[2] a sud-ovest.

### Cartografia
- (HR) Mappa topografica della Croazia 1:25000, su preglednik.arkod.hr. URL consultato l'8 settembre 2017.
- G. Giani, Carta prospettiva delle Comuni censuarie della Dalmazia, foglio 6, 1839. Fondo Miscellanea cartografica catastale, Archivio di Stato di Trieste.